# Linheraptor

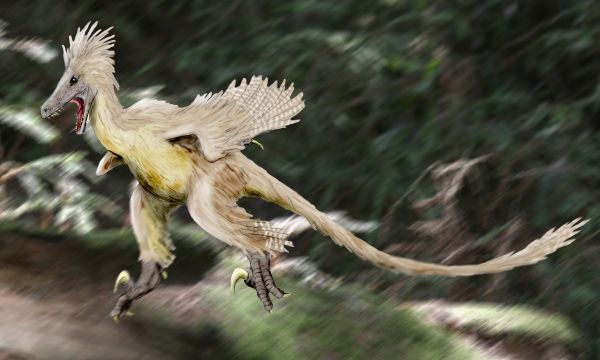
A Linheraptor rekonstrukciója

A Linheraptor koponyája

A Linheraptor a dromaeosaurida dinoszauruszok egyik neme, amely a késő kréta korban élt a mai Kína területén. Hszü Hszing (Xu Xing) és kollégái nevezték el 2010-ben, egyetlen ismert faja a Linheraptor exquisitus. E madárszerű dinoszaurusz Belső-Mongóliában élt, a hossza kevesebb volt 2 méternél. Egyetlen majdnem teljes csontváz alapján vált ismertté.

## Anatómia
A Linheraptor madárszerű theropoda dinoszaurusz volt. A dromaeosauridák közé tartozott, körülbelül 1,8 méter hosszú, és mintegy 25 kilogramm tömegű lehetett. A Linheraptornak a mérete folytán gyors ragadozónak kellett lennie, amely feltehetően kisebb ceratopsiákra vadászott. A többi dromaeosauridához hasonlóan két lábon járó húsevő volt, meghosszabbodott koponyával, ívelt nyakkal, hosszú farokkal és egy-egy megnagyobbodott lábkarommal rendelkezett. A nagy lábkarmoknak a zsákmány elejtésében lehetett szerepe.

## Felfedezés
Jonah Choiniere és Michael D. Pittman 2008-ban, Belső-Mongóliában felfedezett egy majdnem teljes fosszilizálódott csontvázat; a leletről a nyilvánosságra hozatala előtt nem készült részletes leírás. A fosszíliát Bayan Mandahu sziklái között találták meg. A Vulanszuhaj (Wulansuhai)-formáció néven is ismert lelőhely egyidős a campaniai korszakban keletkezett Djadokhta-formációval; ez utóbbi kőzeteiben találtak rá két rokon nem, a Tsaagan és Velociraptor maradványaira. A Linheraptor holotípus példánya egybefüggő és nem préselődött össze, ez a néhány, majdnem teljes dromaeosaurida csontváz egyike. A nem neve a belső-mongóliai Linhe körzet nevéből származik, amelyben a példányt felfedezték, míg a faj neve, az exquisitus a holotípus (az IVPP V 16923 katalógusszámú lelet) jó állapotára utal.

## Taxonómia
A testvértaxonok között a Linheraptor és a Tsaagan a bazális és a fejlett dromaeosauridák között helyezkedett el. A két nem koponyája több részletében is hasonlít egymásra, például mindkettő rendelkezik nagy maxilláris koponyaablakokkal — a felső állcsonton levő nyílásokkal — de nem található meg rajtuk sok olyan jellegzetesség, ami a fejlettebb, Velociraptorhoz hasonló dromaeosauridáknál igen.

## Fordítás
- Ez a szócikk részben vagy egészben a Linheraptor című angol Wikipédia-szócikk ezen változatának fordításán alapul.  Az eredeti cikk szerkesztőit annak laptörténete sorolja fel. Ez a jelzés csupán a megfogalmazás eredetét és a szerzői jogokat jelzi, nem szolgál a cikkben szereplő információk forrásmegjelöléseként.